# Pas cobert del Talladell
Pas cobert del Talladell és una obra del Talladell, al municipi de Tàrrega (Urgell), inclosa a l'Inventari del Patrimoni Arquitectònic de Catalunya.

## Descripció
Restes testimonials d'un antic pas o carrer cobert de la població del Talladell. Aquest carrer cobert ha estat tirat a terra i només s'ha volgut conservar com a resta d'estructura patrimonial d'un passat històric medieval, aquest arc d'accés al perdut carrer cobert.
Aquest arc s'adjunta a la part darrera de Cal Gassol i serveix per donar accés al carrer del forn que porta al visitant cap a la part alta del poble del Talladell. Aquest arc és rebaixat i és realitzat amb grans carreus de pedra tallada. Damunt d'aquest arc encara es conserva un fragment de mur de l'antiga coberta d'aquest pas.